# Захарије Орфелин
Захарије Стефановић Орфелин (Вуковар, 1726 — Нови Сад, 19. јануар 1785) био је српски књижевник, публициста, историчар, бакрорезац, барокни просветитељ, гравер, калиграф, енолог и православни теолог.

## Биографија
Рођен је у српској породици у Вуковару 1726. године, у периоду после Бечког рата 1683–1699. Отац му се звао Јован.
Прво Орфелиново објављено дело је Краткоје о богоподобајуштем телу и крови Христовој поклоненији и временитога настављенија, настало током његовог службовања (писар) код митрополита Ненадовића 1758. године.
Претпоставља се да се обучавао у Будиму и Бечу као и да се накандно сам учио у Новом Саду.
Свети Ђорђе са изгледом манастира Сенђурђа из 1767. године Захарія Орфелинъ Цесаро-Кралевской Рѣзнаго Художества Академіи Членъ грыдоровалъ је Орфелинов рад из 1760. за који историчар уметности Динко Давидов сматра да је тај бакрорез био ”нека врста специјалистичке вежбе” на основу којег га је Јакоб Шмуцер примио за почасног члана бечке бакрорезачке академије 1767. године.
Орфелин је службовао код владике Вићентија Јовановића Видака у Темишвару до 1764. Потом одлази у Венецију где ради као коректор српских књига у штампарији Димитрија Теодосија. Сматра се да је из Венеције повремено путовао у Беч.

## Дела

### „Плач Сербији“
Као песник, Орфелин је најзначајнија појава у српској поезији 18. века. Написао је десетак дужих песама, од којих је најзначајнија Плач Сербији (Плач Србије, 1761) у две верзије, народној и црквенословенској. То је антиаустријска, бунтовничка песма. У тој песми Србија жали за некадашњим сјајем средњовековне државе и критикује сународнике који заборављају свој национални идентитет. Одломак:
Како стаде Сербија, славна и угодна,
са множеством народа бивша прође плодна,
пресилнима царева и храбри солдати.
Славни моји цареви и вожди велики,
с мојих храбри витези и сини толики.
Восток, запад, полуноћ бојали се мене,
славне, храбре Сербије, бивше тогда једне.

### Славеносербски магазин, буквар и уџбеници
Међу најзначајнија Орфелинова дела убраја се „Славеносербски магазин“ штампан у Венецији 1768. Замишљен је као часопис, односно то је први часопис на читавом словенском југу. Изашао је само један број. У предговору у виду манифеста Орфелин износи основну идеју грађанске просвећености, идеју демократизације културе, да наука треба да служи потребама обичног човека, а књижевност и филозофија да изађу из уског круга учених људи и да постану доступни свима. То је прва српска световна и грађанско-просветитељска књига.
Године 1768. Захарије Орфелин је прокламативно у српски књижевни језик увео мешавину црквенословенског и народног језика, у којој је увек било места и за специфичне руске речи и тиме практично основао славеносрпски језик. Јован Деретић га сматра, уз Јована Рајића, најзначајнијим писцем рускословенске епохе у српској књижевности.
Захарије Орфелин је аутор првог српског буквара из 1767. по којем су училе бројне генерације деце. Друго издање било је 1797. Аутор је и првих уџбеника латинског језика. Његово најопсежније дело је „Житије Петра Великог“ (Венеција, 1772.) у коме је видео просвећеног монарха, филозофски идеал 18. века. Написао је и први српски „Вечити календар“ 1780, штампан у Бечу 1783, где уз стандардне календарске податке даје и обимно поглавље о астрономији.

### Вечни Календар
На првој страни ове књиге пре предговора Захарије Орфелин нуди битне податке за календар. За наслов књиге је изабрао „Вечни“; он за њега наводи:
,,Вечни тојесте до краја Мира трајајућег (мислећи зато јер може трајати до краја света ),...
Захарије даље објашњава шта је садржано у календару:
"...календар садржи у себи сва објашњења и кратке примере доступне  Источној Цркви ,кругове годова,Пасхалне правилнике,и потребна      принадлежна изјашњења,о физичким телима (мислио је на Астрономска тела и Планете Сунчевог система...) постојећег Мира (мислио је на постојање целога света), водених и ваздушних појава и њихових разјашњења са придодатим изјашњењима светских Хронологија и доста паметних лица , све припремљено и доступно  на славенском језику у улози за потребе славеносербских народа."
На крају обштих детаља о садржини књиге Захарије Орфелин је једини приређивач ове књиге,записао на овој страни где је књига штампана, уз чију сагласност, као и у чијој штампарији. Он те наводе овако износи:
Штампано је у царском граду Бечу, при Јосифу  благородном  (Јозеф 2 - цар Светог Римског  Царства) , у штампарији Источно Илирској ,у лето 1783-е .  ".
Књига је приређена у тврдом кожном повезу ,у њој је садржано 366 страна текста и 7 дупло пресавијених страна Астрономских цртежа -њихова је улога да подпомогну правилније праћење Месеца и Сунца. Захарије Орфелин почиње обраду календара детаљним наводима о појмовима који ћу се наћи у књизи и њиховим тренутним тумачењима.Оно што даље прати ову књигу је паралелно тумачење ,,календара по стварању Миробитија" и њему придодатог новог ,,календара по Христовом рођењу". Календар Миробитија обрађује засебно ,,Лунарно" Месечево кретање од Сунчевог кретања.Лунарно кретање прати време у којем Месец се окреће око Земље.Круг Луне или златни круг Месеца је када Месец дође поново у исту тачку.
Пример: Христовог лета 1779-ог исти дани су били Марта месеца 3,10,17,24,31 а после 28 лета то ће се поновити.
Лунарно посматрање први месец ставља у позицију почетка а то је када бива пролећна равнодневница која је обично 20 марта.Па се зато за први месец одређује март а не  јануар.

### „Велики српски травник“, „Искусни подрумар“
Запазио је велики значај лековитог биља и написао (недовршену) књигу „Велики српски травник“ у којој је обрадио око 500 биљака, стављајући уз сваку латински и народни назив. Осим тога за сваку биљку је навео „полза и употребленије“ са подацима о лековитим дејствима и терапијама, тј. како се та биљка може корисно употребити, што је било уобичајено за то време у Европи, а први пут код Срба. Његова књига Искусни подрумар (Беч, 1783.) има неколико стотина рецепата за справљање травних вина и многих других алкохолних и безалкохолних напитака и лекова. У књизи се говори и о начину и времену бербе и сушења лековитог биља и о корисности и лековитој вредности сложених препарата израђених од више од 200 домаћих и егзотичних лековитих и мирисних биљака. Пишући о рецептима за производњу вина, Захарије Орфелин наводи и рецептуру за израду бермета која се разликовала од куће до куће. Бермет је десертно вино, слатког укуса, са различитим додацима лековитог и зачинског биља. Захарије је дао рецепт који се одомаћио са разним модификација по Фрушкој гори. И она је прва књига овакве врсте на српском језику. Тек сто година касније (1883) Српски архив за целокупно лекарство штампао је као посебно издање Лековито биље у Србији од др Саве Петровића.

### Сликар и бакрорезац
На српској културној сцени појављује се 1758. године.
Био је успешан као сликар, калиграф и бакрорезац, урадио је више дела у бакрорезу. Једно од њих представља Светог Саву. Седамдесетих година 18. века изабран је за почасног члана Уметничке академије у Бечу.
Умро је 19. јануара 1785. године у Новом Саду, на Сајлову. Сахрањен је при цркви Св. Јована Претече.

## Наслеђе
Постоји културна група „Круг Орфелин“
Установљена је Награда „Захарија Орфелин“ која се додељују на Међународном салону књига у Новом Саду за најбољу ликовну и техничку опрему књига издатих између два Салона.
Постоји издавачка кућа „Орфелин“ у Новом Саду
Удружење Срба и поштовалаца српске културе и наслеђа „Орфелианум“ из Париза додељује истоимену награду за најлепшу песму написану на српском језику
Песник Ђорђе Нешић је написао песму Здравица Захарија Орфелина, инспирсану његовом мишљу о оптималној мери конзумације алкохола у делу Искусни подрумар.

## Дела
- Песан новосаделанује за грађанку господицну Фемку, између 1748 и 1757[20]
- Поздрав Мојсеју Путнику, Нови Сад, 1757.
- Омологија, 1758.
- Хулитељ, Сремски Карловци, 1759.
- Краткоје о седмих тајинствах наставленије, 1760.
- Горестни плач славнија иногда Сербији, Венеција, 1761
- Тренодија, Венеција, 1762
- Плач Сербии, јејаже сини в различнија государства расјејали сја, Венеција, 1762
- Ода на воспоминаније втораго Христова пришествија, 1763.
- Апостолскоје млеко, Темишвар, 1763.
- Истина о Бозе, Нови Сад, 1764.
- Христољубивих дус стихословије, Нови Сад, 1764.
- Сјетованије наученого младаго человјека, 1764.
- Страсно јевандљеље, Венеција, 1764.
- Пјесн историцескаја, Венеција, 1765.
- Мелодија к пролећу, Нови Сад, 1765.
- Славеносрпски календар за годиону 1766., Нови Сад, 1765.
- Латински буквар, Венеција, 1766.
- Первија начатки латинского јазика, 1767.
- Первоје уценије хотјастим уцитисја книг писмени славенскими називаемо Буквар, Венеција, 1767.
- Латинска граматика, Венеција, 1768.
- Славено-сербски магазин, Венеција, 1768.
- Историја о житија и славних ђелах великаго государја и императора Петра Перваго, Венеција, 1772
- Генералнаја карта всеросијкој Империји, 1774.[21]
- Положеније провунциј: Лифландије, Финландије, Карелије, Ингрије, и Курландије, 1774.
- Карта геораф. Германије, Холандије, Даније, Пољане, 1774.
- Карта Мале Татарије, 1774.
- Буквар за српску децу словенски, Венеција, 1776.
- Прописи српски, Сремски Карловци, 1776.
- Славенска и власка Калиграфија, Сремски Карловци, 1778.[22]
- Вечни календар, Беч, 1783.
- Искусни подрумар, Беч, 1783.
- Седам степенеј премудрости

### Уредник или преводилац
- Српска граматика, 1755.
- Краткоје наставленије, Сремски Карловци, 1757.
- Ортодоксосомологија или православноје исповједаније, Сремски Карловци, уредио 1758.
- Кратко настављеније, Сремски Карловци, 1758.
- Ода на воспоминаније вторага Христова присествија, Беч, 1759.
- Молитвослав, Венеција, 1762.
- Псалтир, Венеција, 1762.
- Требник, Венеција, 1762.
- Проповед или слово о осузденији, Венеција, 1764.
- Евангелија цтомаја во сјатиј и великиј цетвереток, Венеција, 1764.
- Цатецхисис - Петер Мохyла
- Цатецхисис - Јован Рајић
- Србљак (компендијум старих српских записа)
- Кратке приче - Феофан Прокопович

## Галерија
- Свети Лазар, велики кнез српски, 1773.
- Крушедол, 1775.
- Манастир Кувеждин (прва литографија са леве стране), Галерија Матице српске